# 1381 Danubia
1381 Danubia elle 1930 QJ är en asteroid i huvudbältet som upptäcktes 20 augusti 1930 av den ryska astronomen Evgenij F. Skvortsov vid Simeiz-observatoriet på Krim. Den har fått sitt namn efter floden Donau.
Asteroiden har en diameter på ungefär 19 kilometer.